# Markus Loth
Markus Loth (* 1968 in Weilheim i.OB) ist ein deutscher Kommunalpolitiker (Wählergruppe Bürger für Weilheim).

## Werdegang
Loth absolvierte von 1984 bis 1987 eine Ausbildung zum Sozialversicherungsfachangestellten im mittleren Dienst. Zwischen 1989 und 1991 bildete er sich zum Krankenkassenfachwirt im gehobenen Dienst fort. Von 1997 bis 2002 war er Bereichsleiter bei der AOK Weilheim.
Im September 2001 präsentierte Markus Loth seine Kandidatur für das Bürgermeisteramt als neues Mitglied der Wählergruppe Bürger für Weilheim (BfW). In der Stichwahl am 17. März 2002 setzte er sich mit 56,2 Prozent der Stimmen gegen Matthias Bayer (CSU) durch. Damit unterlag erstmals seit 56 Jahren ein Politiker der CSU.  
Loth wurde 2008 und 2014 als erster Bürgermeister im Amt bestätigt. Am 15. Juli 2020 wurde er zum 2. Stellvertretenden Vorsitzenden des Bay. Städtetags gewählt. 
Loth ist zum dritten Mal verheiratet und hat eine Tochter.